# Terremoto de Colima de 1585
El Terremoto de Colima de 1585 ocurrió en 1585. Posterior al temblor, hizo erupción el Volcán de Colima, por lo que se llegó a afirmar: “Relacionadas con los temibles terremotos han estado siempre las erupciones del vecino Volcán de Colima”. 